# УЕФА суперкуп 2000.
УЕФА суперкуп 2000. је била фудбалска утакмица одиграна 25. августа 2000. између Реал Мадрида из Шпаније и Галатасараја из Турске. Реал Мадрид се квалификовао победивши Валенсију у финалу УЕФА Лиге шампиона 2000. године, док се Галатасарај пласирао у Суперкуп пошто је победио Арсенал у финалу Купа УЕФА 2000. године. Галатасарај је победио у мечу резултатом 2–1, оба поготка постигао је Марио Жардел, други његов погодак је био златни гол.
Ово је био први Суперкуп који су освојили победници Купа УЕФА (сада УЕФА Лига Европе). До 1999. у њему су се такмичили победници УЕФА Лиге шампиона и победници УЕФА Купа победника купова, али је Куп победника купова прекинут после сезоне 1998/99.

## Стадион
Стадион Луј II у Монаку је такође био место одржавања УЕФА Суперкупа од 1998. године. Изграђен је 1985. године, а дом је АС Монака, који игра у систему француске лиге.

## Тимови
| Екипа       | Квалификације                        | Претходно учешће (подебљано означава победнике) |
| ----------- | ------------------------------------ | ----------------------------------------------- |
| Реал Мадрид | УЕФА Лига шампиона 1999/00. победник | 1998.                                           |
| Галатасарај | Куп УЕФА 1999/00. победник           | Нема                                            |

Стив Мекманаман је контроверзно изостављен из почетне поставе Реал Мадрида и тима за меч.

## Утакмица

### Детаљи
| Реал Мадрид     | 1–2      | Галатасарај             |
| --------------- | -------- | ----------------------- |
| Раул 79’ (пен.) | Извештај | Жардел 41’ (пен.), 102' |

| Реал Мадрид | Галатасарај |

| GK                | 25 | Икер Касиљас      |     |      |
| RB                | 21 | Нжитап Жереми     |     |      |
| CB                | 12 | Иван Кампо        |     | 66’  |
| CB                | 15 | Иван Елгера       | 32’ |      |
| LB                | 3  | Роберто Карлос    |     |      |
| RM                | 10 | Луис Фиго         | 70’ |      |
| CM                | 16 | Клод Макелеле     | 22’ |      |
| CM                | 6  | Алберт Целадес    |     | 100’ |
| LM                | 11 | Савио             |     |      |
| AM                | 14 | Гути              |     | 53’  |
| CF                | 7  | Раул Гонзалез (c) |     |      |
| Резервни играчи:  |    |                   |     |      |
| GK                | 13 | Цезар Санчез      |     |      |
| DF                | 2  | Мичел Салгадо     |     | 100’ |
| DF                | 18 | Аитор Каранка     |     |      |
| MF                | 17 | Флавио Консејсан  |     | 66’  |
| MF                | 19 | Сантјаго Солари   |     |      |
| FW                | 22 | Педро Мунитис     | 99’ | 53’  |
| FW                | 24 | Тоте              |     |      |
| Менаџер:          |    |                   |     |      |
| Висенте дел Боске |    |                   |     |      |

| GK               | 1  | Клаудио Тафарел    |     |     |
| RB               | 35 | Капоне             |     | 86’ |
| CB               | 4  | Георге Попеску     |     |     |
| CB               | 3  | Булент Коркмаз (c) |     |     |
| LB               | 57 | Хакан Унсал        |     |     |
| RM               | 7  | Окан Бурук         | 7’  | 81’ |
| CM               | 5  | Емре Белозоглу     |     |     |
| CM               | 8  | Суат Каја          | 29’ |     |
| LM               | 10 | Георге Хаџи        |     | 71’ |
| CF               | 22 | Умит Давала        | 90’ |     |
| CF               | 9  | Марио Жардел       |     |     |
| Резервни играчи: |    |                    |     |     |
| GK               | 16 | Керем Инан         |     |     |
| DF               | 6  | Ахмет Јилдирим     |     |     |
| DF               | 14 | Фатих Акјел        |     | 86’ |
| DF               | 26 | Емре Ашик          |     |     |
| MF               | 11 | Хасан Шаш          |     | 81’ |
| MF               | 28 | Булент Акин        |     | 71’ |
| FW               | 20 | Серкан Ајкут       |     |     |
| Менаџер:         |    |                    |     |     |
| Мирчеа Луческу   |    |                    |     |     |

| Играч утакмице: Окан Бурук (Галатасарај) Помоћне судије: Егон Береутер (Аустрија) Маркус Мајр (Аустрија) Четврти судија: Фриц Штуклик (Аустрија) | Правила утакмице - Игра се 90 минута - У случају нерешеног играју се продужици 30 минута до златног гола ако је потребно - Приступа се извођењу једанаестераца ако је резултати и даље изједначен - Седам именованих замена, од којих се могу користити до три |